# Microtus duodecimcostatus
Microtus duodecimcostatus är en däggdjursart som beskrevs av Edmond de Sélys Longchamps 1839. Den ingår i släktet åkersorkar, och familjen hamsterartade gnagare. IUCN kategoriserar arten globalt som livskraftig. Inga underarter finns listade i Catalogue of Life. Det svenska trivialnamnet Provencegransork förekommer för arten.

## Beskrivning
Arten har tät och silkeslen päls som är gulbrun på ovansidan, gradvis övergående till ljust silvergrå på undersidan (helt vit färg förekommer). Öronen är små och delvis dolda i pälsen. Längden från nosspets till svansrot är 8 till 11 cm, medan svanslängden är 2 till 3,5 cm. Vikten varierar mellan 14 och 28 g.

## Utbredning
Denna sork förekommer på Iberiska halvön samt i södra Frankrike.

## Ekologi
Microtus duodecimcostatus vistas i låglandet och i bergstrakter upp till 2 250 meter över havet. Den lever i öppen terräng med löst och relativt djupt jordtäcke. Arten har anpassat sig till olika kulturlandskap som betesmark, odlingsmark eller trädgårdar, och förekommer även i buskskog. Bona grävs ut i jorden.
Arten är nattaktiv och en skicklig grävare och simmare. Den lever främst av gräs och örter, men kan även äta trädbark.
Sorken är ibland föremål för utrotningskampanjer, men populationen är stabil och IUCN klassificerar den som livskraftig ("LC").